# چری پیکر

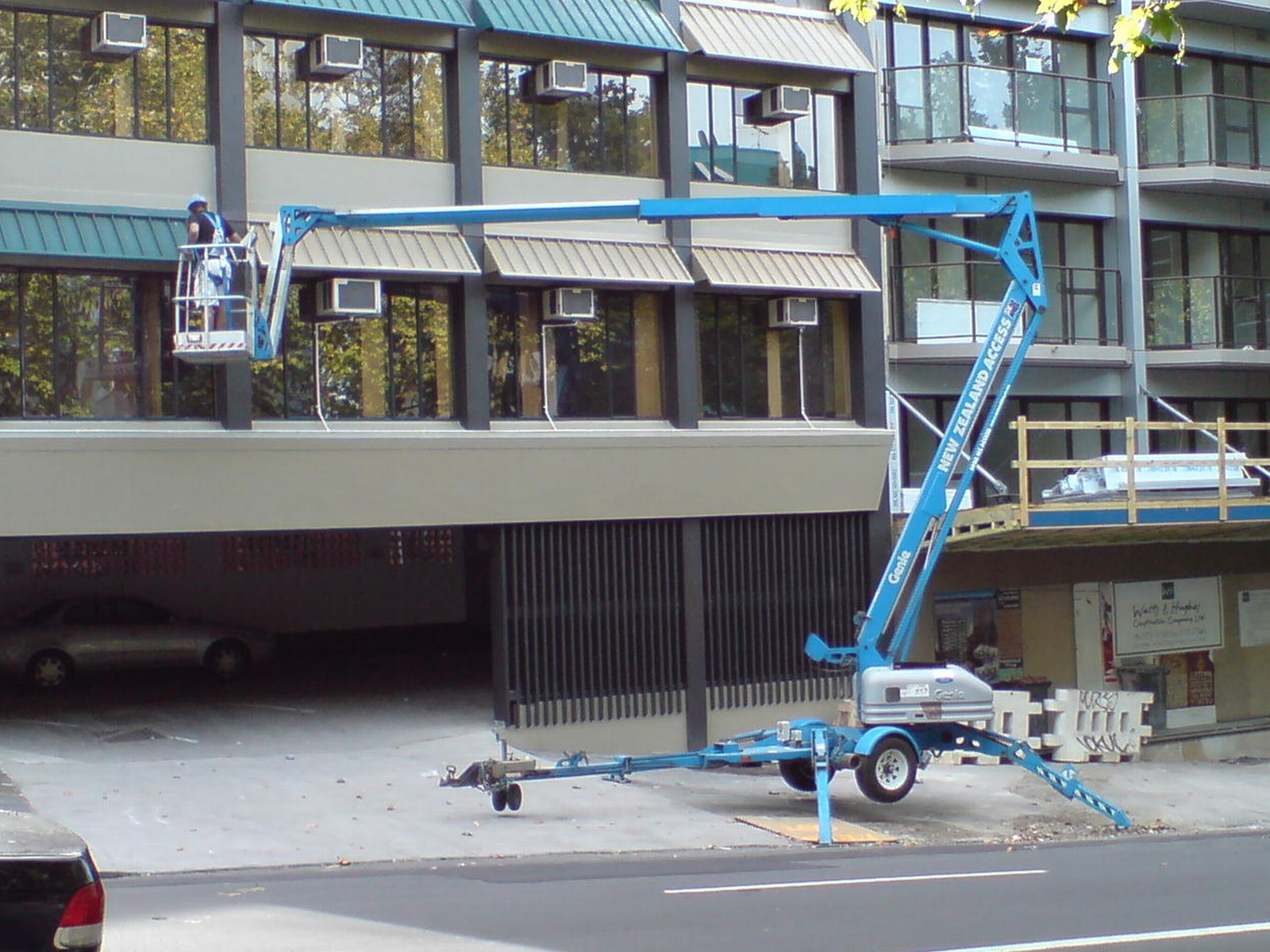
یک دستگاه چری پیکر

چری پیکر، یک ابزار کار هوایی است که دارای یک سطل یک‌نفره در انتهای سیستم بلندکنندهٔ هیدرولیکی است. این وسیله معمولاً پشت وسایل نقلیهٔ بزرگ مانند کامیون، نصب می‌شود. سطل بزرگ انتهایی معمولاً برای ایستادن و کار کردن یک نفر طراحی شده‌است. چری پیکرها در اصل برای استفاده در باغ میوه طراحی شده‌بودند اما امروزه کاربردی گسترده‌تر یافته‌اند. این دستگاه به باغبان اجازه می‌دهد که میوه‌های موجود در بالای درخت، که دسترسی به آن مشکل است را بچیند. در برخی از ماشین‌های آتش‌نشانی به جای نردبان از این دستگاه استفاده می‌شود. برخی از کسانی که شغلشان پاک کردن پنجره‌هاست، از این دستگاه استفاده می‌کنند.

## در فرهنگ عامه

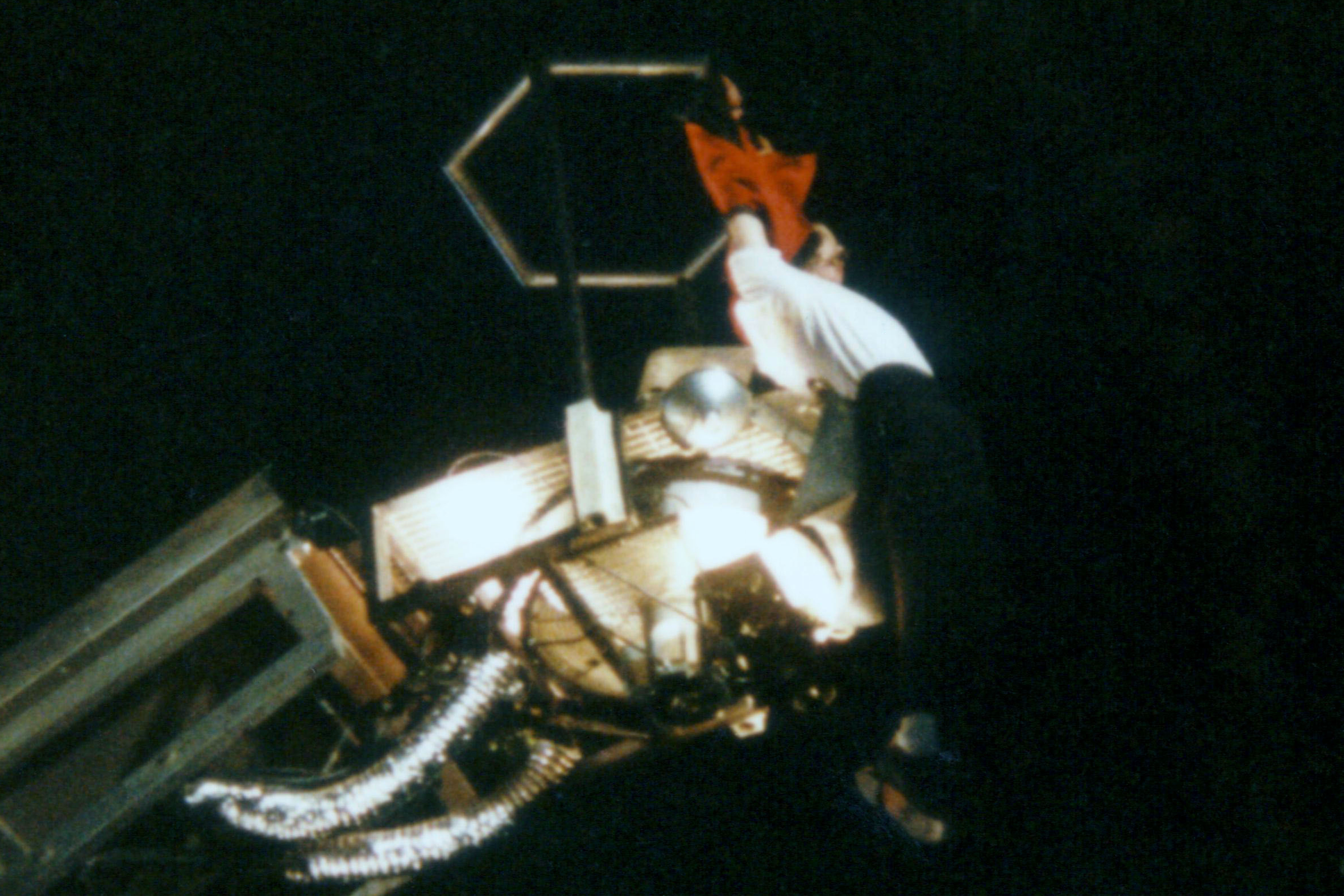
مایکل جکسون، بالای چری پیکر هنگام اجرای «ترانه زمین»

مایکل جکسون، ستاره موسیقی پاپ از این دستگاه در اجراهای خود استفاده می‌کرد. او در تور جهانی بد، تور جهانی دنجروس و تور جهانی هیستوری از این دستگاه هنگام اجرای بزن به چاک استفاده می‌کرد و علاوه براین در تور جهانی هیستوری نیز از این دستگاه هنگام اجرای ترانه زمین بهره می‌برد.

## نگارخانه

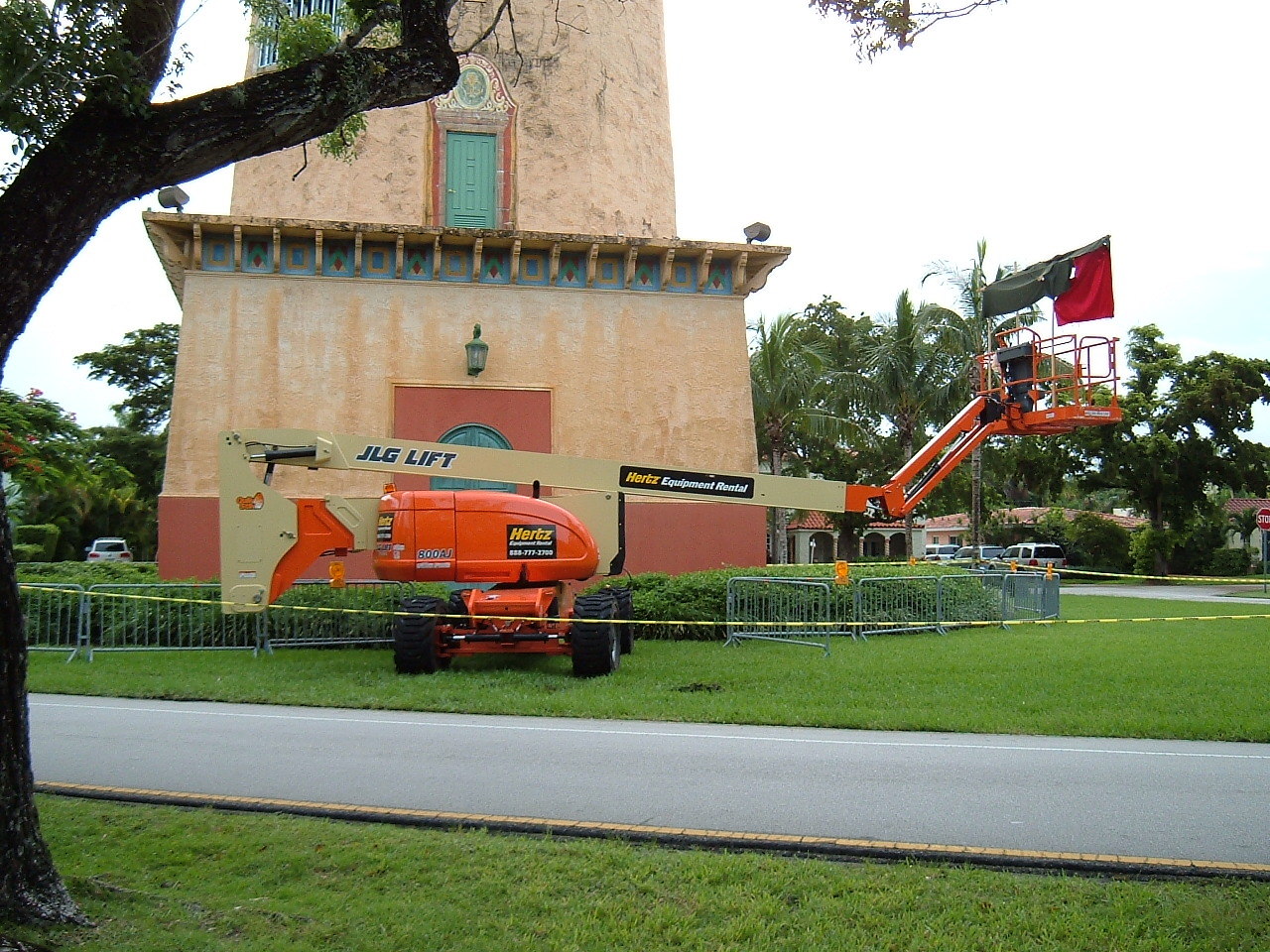
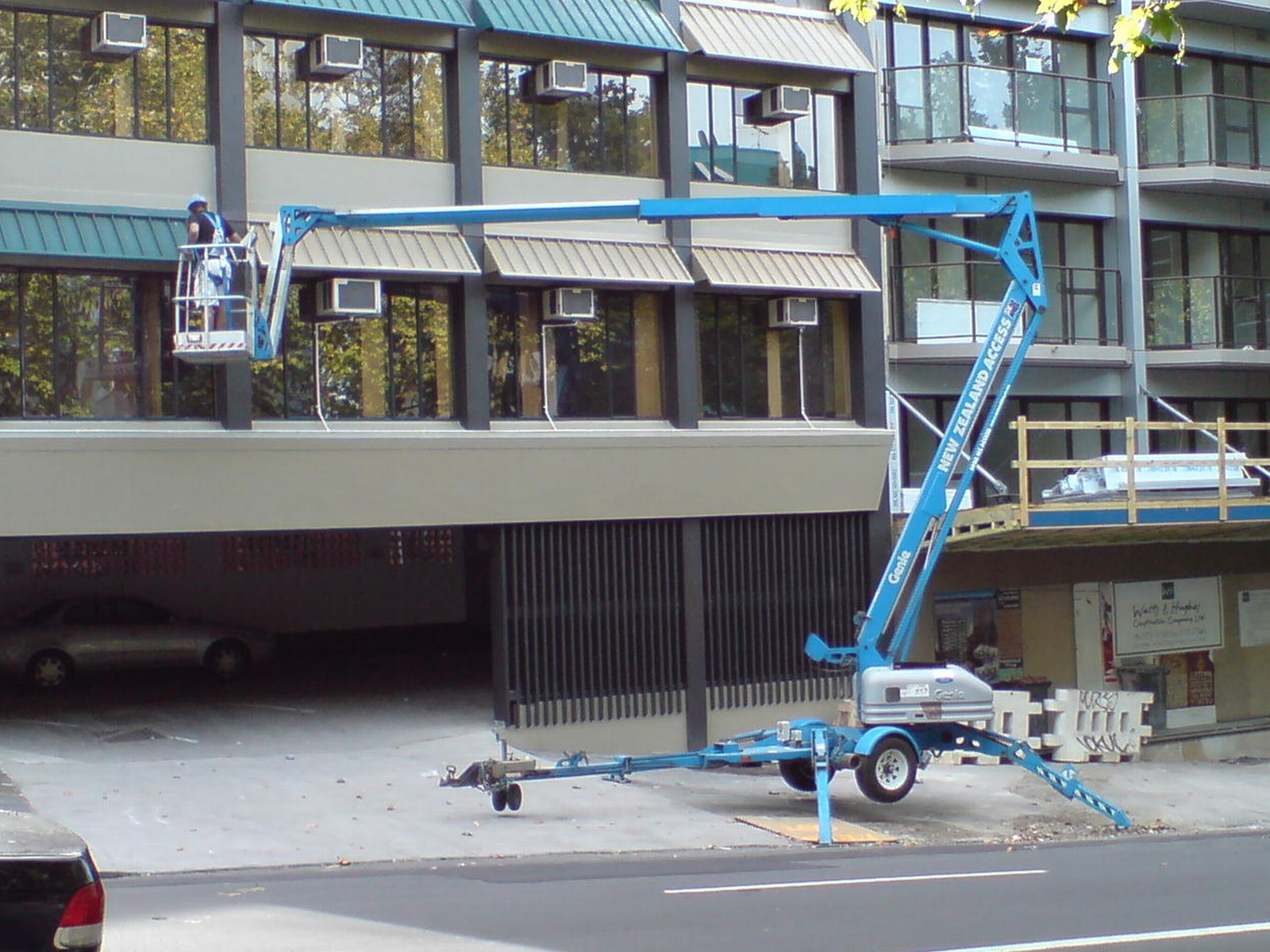
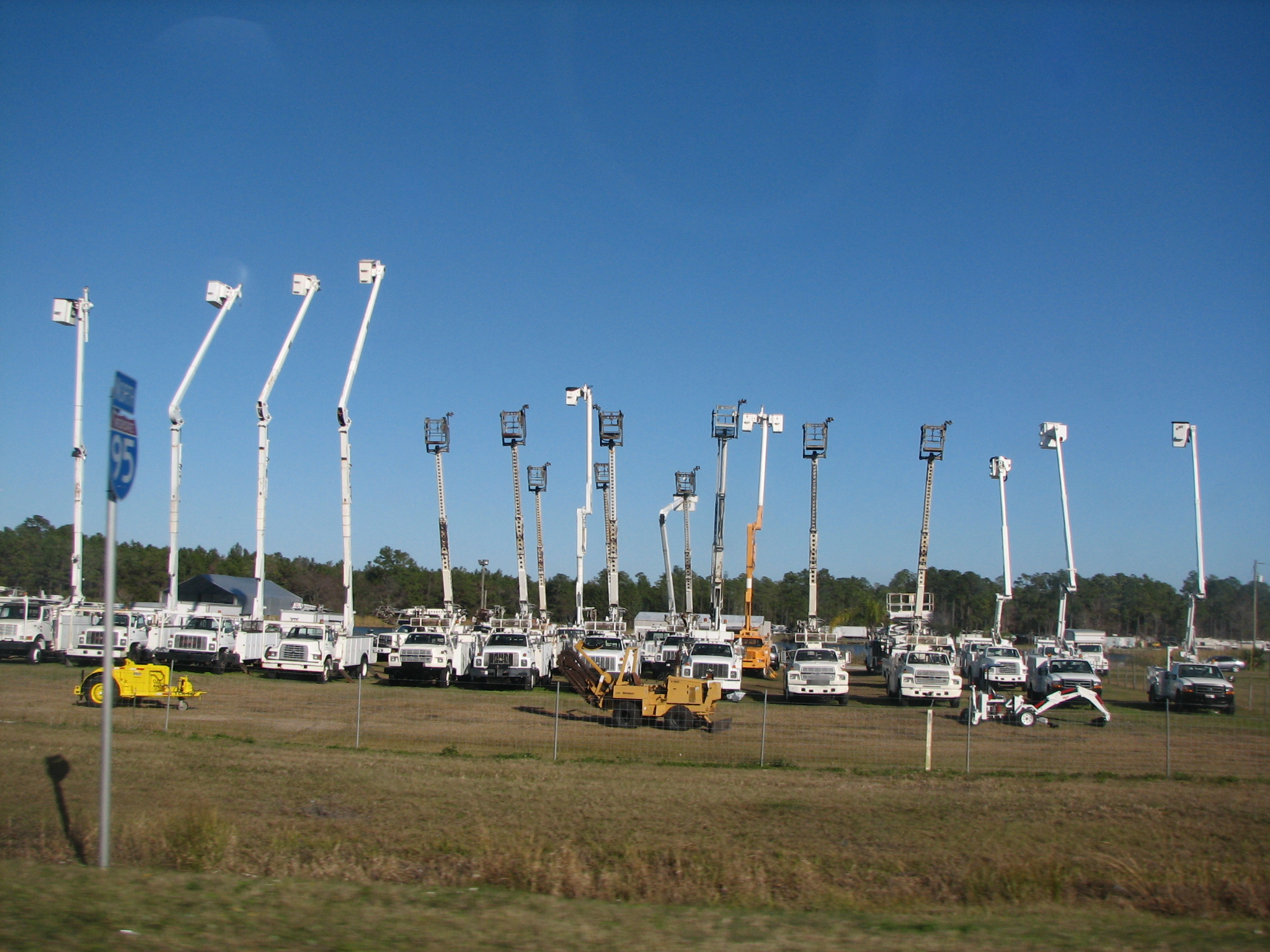
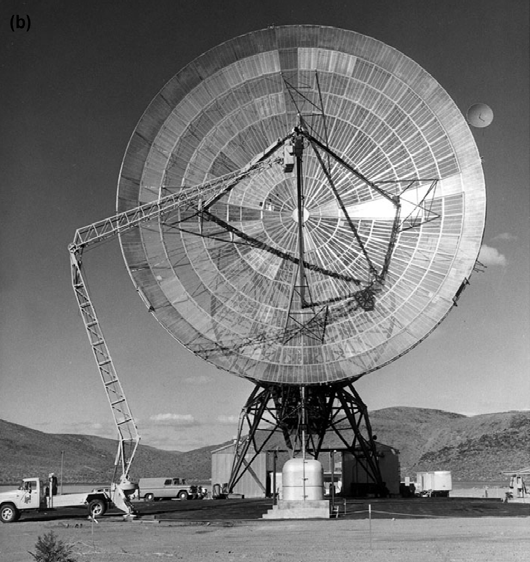